# Perfect game
Nel baseball professionistico il perfect game è il termine con il quale si definisce la partita di almeno nove inning, in cui un lanciatore ottiene la vittoria senza concedere battute valide né basi su ball e senza che lui o i propri compagni commettano errori di campo; in pratica, nessuno dei battitori avversari deve mai raggiungere la prima base. Per definizione un perfect game deve essere per forza uno shutout e un no-hitter, ovvero una partita in cui l'attacco avversario rimane a zero, sia nel punteggio che nel numero di battute valide. 
Nonostante nel baseball moderno ogni squadra giochi oltre 160 partite all'anno, dall'inizio del XX secolo ad oggi si sono verificati soltanto 24 casi di perfect game: Domingo Germán dei New York Yankees è stato l'ultimo in ordine di tempo (28 giugno 2023), mentre il primo è stato Cy Young dei Boston Red Sox (5 maggio 1904); Don Larsen dei New York Yankees è stato invece l'unico a realizzare un perfect game in una partita delle World Series (8 ottobre 1956).

## Le tappe della perfezione
Nel baseball, ci sono varie tappe da attraversare prima che una partita possa essere definita "perfetta". Innanzitutto, la partita perfetta inizia con una vittoria, che viene attribuita al lanciatore che si trova in campo quando la squadra che poi vincerà l'incontro passa in testa nel punteggio, e che esce dal campo con la squadra ancora in vantaggio, e senza che in campo siano rimasti avversari che poi possano realizzare un numero di punti tale da ribaltare il risultato.
Quando il lanciatore che ottiene la vittoria è l'unico a scendere in campo per la propria squadra, senza bisogno quindi di lanciatori di rilievo che lo sostituiscano, allo stesso viene attribuita anche una "partita completa" (complete game). Mentre tutte le partite garantiscono un vincitore, il numero di complete games è già molto inferiore. Una partita completa in cui la squadra avversaria non realizza neanche un punto fa raggiungere al lanciatore la tappa successiva verso la perfezione, lo shutout. Uno shutout, sebbene difficile da realizzare, non è comunque raro sui campi da baseball.
Molto più difficile, infatti, è assistere a un no-hitter, una partita di almeno 9 inning in cui una delle due squadre in campo non realizza neanche una battuta valida, una battuta, cioè, non viziata da errori avversari e tale da garantire al giocatore che la effettua di arrivare in una base del campo senza essere eliminato. Per la natura complicata del regolamento del baseball, tuttavia, un no-hitter non è garanzia automatica di ottenere uno shutout, né tantomeno una vittoria: un giocatore, infatti, può arrivare in base e successivamente realizzare punti anche senza battere una valida, ad esempio se colpito da un lancio, ottenendo una base ball, cioè una base gratuita per quattro lanci del lanciatore avversario terminati in zona non regolamentare, o comunque per un errore della difesa. Nel 1964, Ken Johnson sperimentò di persona che è possibile ottenere un no-hitter e perdere la partita.
In oltre 200.000 partite disputate nelle major leagues tra stagione regolare e playoffs dal 1901, il primo anno dell'era moderna del gioco, al maggio 2021, si sono avuti solo 265 no-hitter: per definizione, solo in queste poteva essere realizzato un perfect game.
Nella partita perfetta, infatti, devono essere eliminati anche i più piccoli errori di un no-hitter: quindi, nessuna valida, nessuna base ball, nessun errore che garantisca una base a un avversario, né da parte del lanciatore, né tanto meno dai suoi compagni della difesa. Secondo questi termini, solo ventidue partite nella storia del baseball moderno possono essere definite perfect games: si tratta all'incirca di una partita ogni otto anni, anche se nel corso della storia c'è stato un periodo massimo di 34 anni tra due perfect games, e uno minimo di soli venti giorni.
Il perfect game ha premiato in maniera più o meno uguale campioni immortali e illustri sconosciuti, ed ha arricchito il proprio mito anche grazie a prestazioni straordinarie che per un piccolo difetto non riuscirono a raggiungere la perfezione.

## Le partite perfette

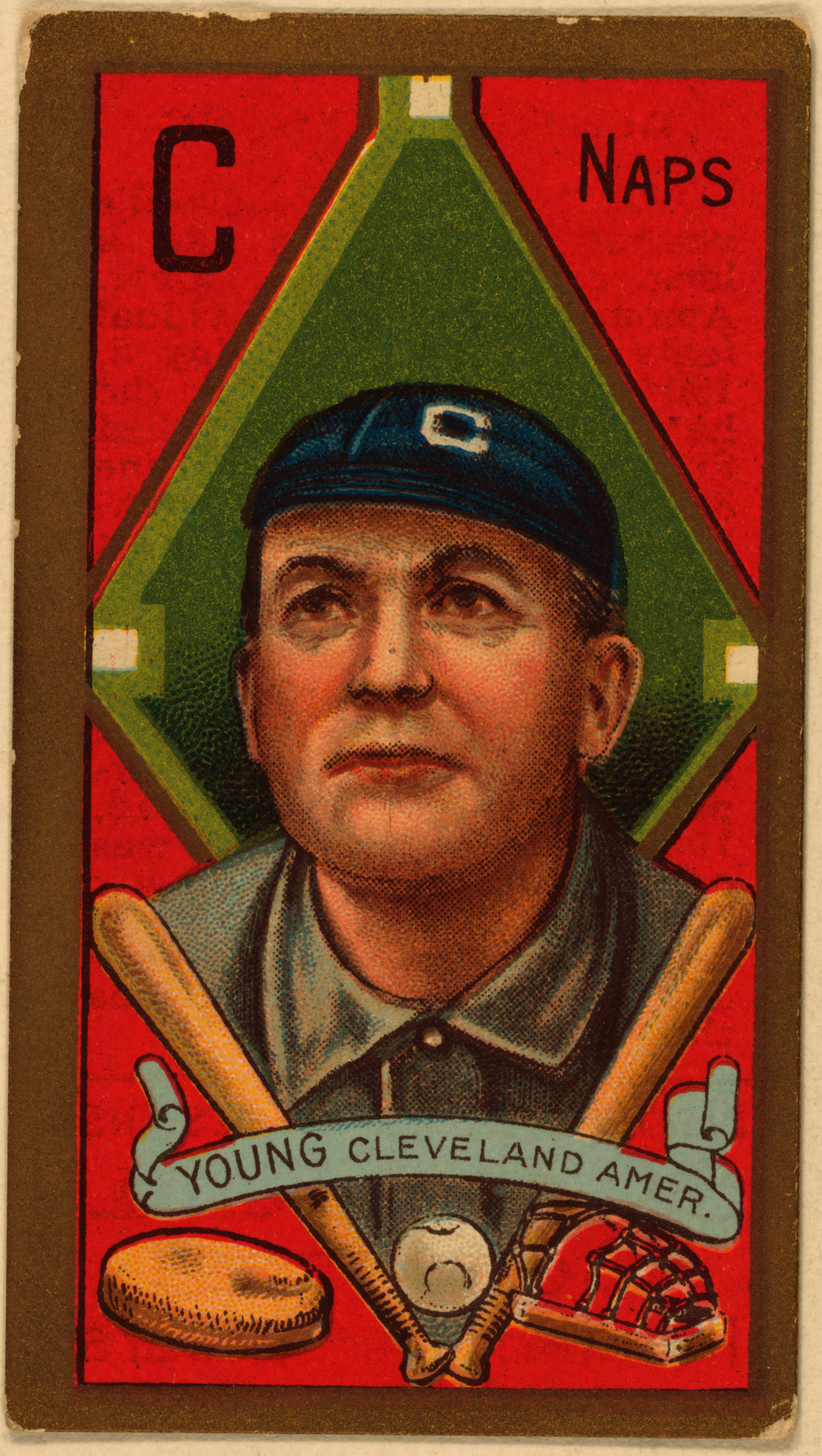
Cy Young, il primo giocatore ad aver realizzato un perfect game.

Già prima del 1900 furono realizzate due partite perfette, a distanza di soli cinque giorni, il 12 giugno e il 17 giugno 1880, ma a causa di alcune differenze regolamentari nel baseball dell'epoca, e soprattutto in considerazione del fatto che il monte di lancio era molto più vicino alla casa base di quanto sia oggi, tali prestazioni non vengono conteggiate tra quelle che poi hanno garantito l'immortalità sportiva.
Il primo perfect game ufficialmente riconosciuto, quindi, fu lanciato da uno dei più grandi lanciatori della storia, Cy Young, il 5 maggio 1904. Sarebbe stato seguito da altri grandi, come Addie Joss, Sandy Koufax, Jim Bunning, Dennis Martinez, Kenny Rogers, David Cone, Randy Johnson, Roy Halladay e Félix Hernández.  Ma la perfezione avrebbe arriso anche a lanciatori quasi sconosciuti, come Charlie Robertson, e non sarebbe mai comparsa, ad esempio, a fianco delle statistiche di Nolan Ryan, capace di 7 no-hitter in carriera.

### Lista delle partite perfette
| Giocatore         | Data              | Partita                                   |
| ----------------- | ----------------- | ----------------------------------------- |
| Cy Young          | 5 maggio 1904     | Boston Americans-Philadelphia A's 3-0     |
| Addie Joss        | 2 ottobre 1908    | Cleveland Naps-Chicago White Sox 1-0      |
| Charlie Robertson | 30 aprile 1922    | Detroit Tigers-Chicago White Sox 0-2      |
| Don Larsen        | 8 ottobre 1956    | New York Yankees-Brooklyn Dodgers 2-0     |
| Jim Bunning       | 21 giugno 1964    | New York Mets-Philadelphia Phillies 0-6   |
| Sandy Koufax      | 9 settembre 1965  | Los Angeles Dodgers-Chicago Cubs 1-0      |
| Catfish Hunter    | 8 maggio 1968     | Oakland A's-Minnesota Twins 4-0           |
| Len Barker        | 15 maggio 1981    | Cleveland Indians-Toronto Blue Jays 3-0   |
| Mike Witt         | 30 settembre 1984 | Texas Rangers-California Angels 0-1       |
| Tom Browning      | 16 settembre 1988 | Cincinnati Reds-Los Angeles Dodgers 1-0   |
| Dennis Martinez   | 28 luglio 1991    | Los Angeles Dodgers-Montreal Expos 0-2    |
| Kenny Rogers      | 28 luglio 1994    | Texas Rangers-California Angels 4-0       |
| David Wells       | 17 maggio 1998    | New York Yankees-Minnesota Twins 4-0      |
| David Cone        | 18 luglio 1999    | New York Yankees-Montreal Expos 6-0       |
| Randy Johnson     | 18 maggio 2004    | Atlanta Braves-Arizona Diamondbacks 0-2   |
| Mark Buehrle      | 23 luglio 2009    | Chicago White Sox-Tampa Bay Rays 5-0      |
| Dallas Braden     | 9 maggio 2010     | Oakland Athletics-Tampa Bay Rays 4-0      |
| Roy Halladay      | 29 maggio 2010    | Florida Marlins-Philadelphia Phillies 0-1 |
| Philip Humber     | 21 aprile 2012    | Seattle Mariners-Chicago White Sox 0-4    |
| Matt Cain         | 13 giugno 2012    | San Francisco Giants-Houston Astros 10-0  |
| Félix Hernández   | 15 agosto 2012    | Seattle Mariners-Tampa Bay Rays 1-0       |
| Domingo Germán    | 28 giugno 2023    | New York Yankees-Oakland Athletics 11-0   |

### Fatti delle partite perfette
- Non ci sono statistiche consolidate sul rapporto tra la forma di un lanciatore prima della sua partita perfetta, ma il 5 maggio 1904 Cy Young iniziò la propria partita provenendo da una striscia di 14 inning consecutivi in cui aveva lasciato a zero gli attacchi avversari, gli ultimi 9 senza concedere valide. Nelle partite successive avrebbe portato le due strisce a 45 e 23, rispettivamente. La partita durò un'ora e 23 minuti, la più veloce tra le partite perfette.
- La partita di Addie Joss fu 6 minuti più lunga di quella di Young, ma i suoi 74 lanci risultano il minimo mai effettuato per realizzare la perfezione nel baseball.
- Charlie Robertson fu il primo a realizzare una partita perfetta in trasferta, e con 49 vittorie e 80 sconfitte nella propria carriera è il giocatore con il peggior record tra i 22 lanciatori di perfect games. Nella partita della vita, comunque, Robertson fu capace di eliminare per tre volte consecutive uno dei più grandi giocatori di sempre, Ty Cobb.
- Il perfect game di Don Larsen detiene tre record: fu quello che arrivò dopo il maggior numero di anni rispetto alla partita perfetta precedente, più di 34 anni dopo la partita di Robertson, fu l'unico lanciato in una World Series, l'importantissima gara 5 tra gli Yankees e i Dodgers, nel loro ultimo anno a Brooklyn, e infine quello disputato davanti al maggior numero di spettatori, oltre 64.000, data l'ovvia importanza della partita.
- La partita perfetta di Jim Bunning arrivò tre settimane dopo un'altra grande prestazione, in cui aveva lanciato sette inning perfetti. La sua partita della vita fu salvata nel quinto inning da una grande presa in tuffo della seconda base Taylor, che tolse quella che sembrava una valida sicura al battitore avversario.
- Sandy Koufax, uno dei più grandi lanciatori di sempre, ottenne il suo perfect game dopo averlo sfiorato per tre volte nelle stagioni precedenti: nel 1964, la distanza che lo separò dal perfect game fu una base ball. Il 9 settembre 1965, tuttavia, la differenza tra lui e il lanciatore perdente, Hendley, fu una sola battuta valida, e inoltre il punto della vittoria fu segnato dopo una base ball, una base rubata e un errore difensivo, lasciando quindi a Hendley la consolazione di aver ottenuto uno shutout, seppur non riconosciuto in quanto non derivante da una vittoria. I 14 strikeout realizzati da Koufax, comunque, sono il record per una partita perfetta.
- A 22 anni e un mese, Catfish Hunter fu il più giovane a realizzare un perfect game, il primo dopo 46 anni nella American League. In una prestazione inusuale per un lanciatore, Hunter realizzò tre battute valide su quattro turni come battitore, e fu responsabile per 3 dei 4 punti segnati dalla propria squadra. La sua prestazione storica fu seguita da poco più di 6.000 spettatori, il minimo storico per un perfect game. Morì a soli 53 anni, e la sua vita ispirò la canzone di Bob Dylan Catfish.

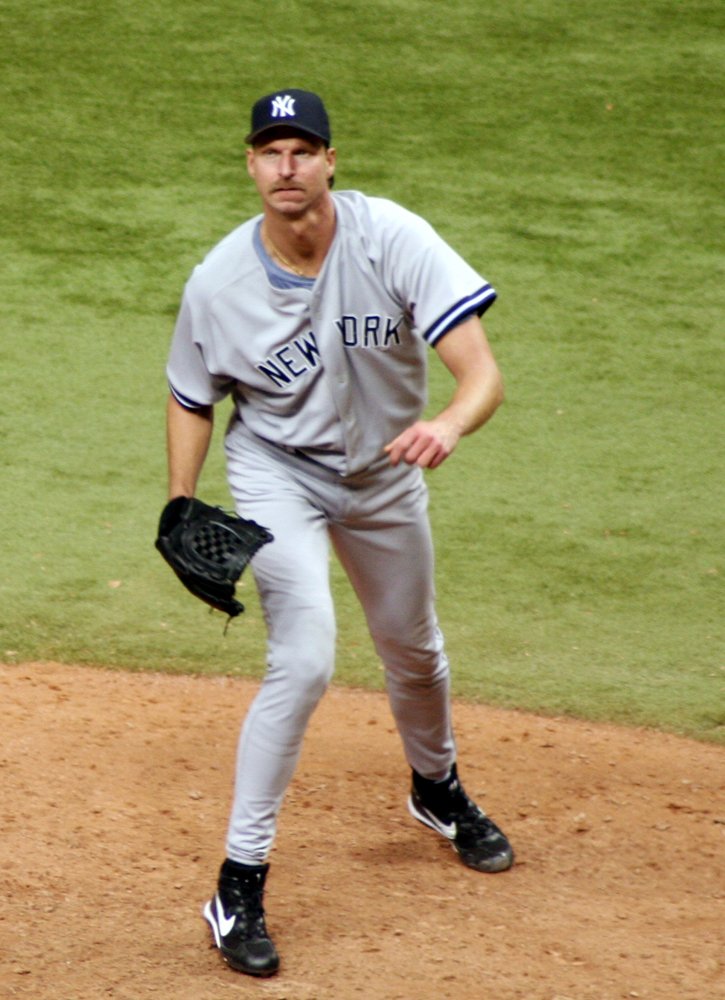
Randy Johnson, il quindicesimo pitcher perfetto

- Len Barker è con Charlie Robertson uno degli sconosciuti della perfezione: nel suo record di carriera di 74 vittorie e 76 sconfitte, tuttavia, c'è la gemma del perfect game che lanciò nel 1981. la prima eliminazione della sua partita fu la più difficile, e fu realizzata grazie all'intervento a mano nuda dell'interbase degli Indians, Veryzer, che eliminò il primo battitore avversario di meno di un passo. Un altro grande gioco difensivo salvò ancora Barker nel settimo inning, a dimostrazione che spesso il confine tra un perfect game e una partita normale è l'aiuto della difesa al proprio lanciatore.
- La prestazione di Mike Witt arrivò nell'ultima partita della stagione 1984, due mesi dopo una partita completa in cui aveva eliminato per strikeout 16 battitori avversari, concedendo però 5 valide, e pochi giorni dopo un'altra partita in cui concesse solo 3 valide. Come per Koufax, il risultato finale di 1 a 0 fu determinato da un errore difensivo, e quindi anche l'avversario di Witt ottenne uno shutout.
- Tom Browning lanciò una delle più dominanti partite perfette, non portando mai il conto su alcun battitore avversario a tre balls, e cioè a un solo lancio da una base ball. Un anno dopo la sua partita perfetta, Browning arrivò a tre eliminazioni dal diventare l'unico giocatore della storia a lanciare due perfect games. Il suo tentativo fu vanificato da una battuta valida che concesse al 25º giocatore affrontato quel pomeriggio.
- Non ci sono lanciatori con due partite perfette, ma Ron Hassey può vantare la distinzione di essere stato il ricevitore in due perfect games: fu lui il catcher di Len Barker nel 1981, e di Dennis Martinez, 10 anni dopo.
- Kenny Rogers si trovò più volte indietro nel conteggio ball-strike, e 5 volte al conto pieno di 3 ball e 2 strike, con un lancio a fare la differenza tra un'eliminazione e una base ball. Nonostante tutto, riuscì a salvare la sua partita perfetta, probabilmente in due casi grazie a chiamate sbagliate dell'arbitro del piatto di casa base.
- Il record per il maggior numero di lanci necessari per un perfect game era di David Wells con 120, prima che Matt Cain lo superasse con 125. Il lanciatore degli Yankees detiene comunque il record per la durata della partita, con 2 ore e 40 minuti. Appena 14 mesi e un giorno dopo la sua partita, il compagno di squadra David Cone lo seguì nel libro dei record.
- Il 18 maggio 2004, due mesi prima di compiere 41 anni, Randy Johnson è diventato il quindicesimo lanciatore di una partita perfetta. In tipico stile di quello che nella storia del baseball è il giocatore con il più alto rapporto tra strikeout e lanci effettuati, Johnson ha eliminato direttamente 13 battitori, secondo solo dietro alla prestazione di Koufax per una partita perfetta. Da ricordare è inoltre la velocità dell'ultimo lancio di Randy Johnson nel suo perfect game: 98 mph (circa 157 km/h) che per un uomo, tra l'altro alla soglia dei 41 anni e dopo oltre 100 lanci, è una cosa davvero notevole.
- La partita perfetta di Mark Buehrle è stata più volte a rischio di non diventare tale, con il lanciatore arrivato 5 volte a un conto di 3 balls e 2 strikes, quindi a un solo lancio dalla base ball, e a rischio di subire un fuoricampo nell'ultimo inning, quando è stato salvato da una grandissima presa al volo del compagno di squadra DeWayne Wise.
- La partita perfetta di Dallas Braden è stata la seconda consecutiva ai danni dei Tampa Bay Rays, diventati così la seconda squadra a subire due perfect games consecutivi dopo i Dodgers (nel 1988 e nel 1991).
- Roy Halladay ha lanciato il suo perfect game a soli 20 giorni di distanza dal precedente, di gran lunga il periodo di tempo più breve intercorso tra due partite perfette. Considerando anche la partita di Buehrle, per la prima volta nella storia sono stati ottenuti tre perfect games nell'arco di un solo anno solare.
- L'ultima eliminazione della partita perfetta di Philip Humber è avvenuta su un "terzo strike non trattenuto", una particolare sfumatura della regola dello strikeout, per la quale se il terzo strike non è preso al volo dal ricevitore e ci sono già due battitori eliminati, o meno di due ma la prima base è comunque libera da giocatori, il battitore, sebbene già soggetto a strikeout, può comunque correre verso la prima base e salvarsi. Se la difesa non riesce ad eliminarlo con un lancio verso la base o per toccata, il battitore rimane in gioco. Considerando le regole che disciplinano la partita perfetta, se il suo ricevitore non avesse provveduto a lanciare la palla verso la prima base e questa non fosse arrivata prima del battitore, Humber avrebbe perso il suo perfect game.
- Oltre ad eguagliare il record di Koufax di 14 strikeout, Matt Cain ha stabilito il nuovo record di lanci necessari per ottenere il perfect game, 125.
- I Seattle Mariners, la squadra di Félix Hernández, grazie alla gemma del proprio lanciatore è diventata la prima a trovarsi nello stesso anno su entrambe le colonne di una partita perfetta. I Mariners erano stati infatti sconfitti da Philip Humber all'inizio della stagione, e anche quella partita perfetta ebbe luogo nello stadio di casa di Seattle, Safeco Field. Hernandez, originario del Venezuela, è stato il secondo lanciatore di una partita perfetta nato al di fuori degli Stati Uniti, dopo Dennis Martinez.
- La partita perfetta di Domingo German, primo lanciatore di un perfect game originario della Repubblica Dominicana, è stata quella col maggior margine di vittoria, ben 11 sono stati, infatti, i punti segnati dall'attacco degli Yankees. Nella partita precedente German aveva invece concesso ben 10 punti, di gran lunga l'uscita peggiore prima di un successivo perfect game.

### La venticinquesima partita perfetta
La storia del baseball moderno riporta i nomi di ventiquattro giocatori in grado di lanciare una partita perfetta, ma un venticinquesimo potrebbe reclamare il proprio posto nella galleria. Il 23 giugno 1917 il lanciatore partente dei Boston Red Sox contro gli Washington Senators era l'immortale Babe Ruth, all'epoca ancora lanciatore. Il primo battitore affrontato da Ruth ottenne una base ball, che fece infuriare "Il Bambino", che fu espulso dalla partita dopo avere avuto un violento litigio con l'arbitro di casa base.
Al suo posto entrò Ernie Shore, che prima eliminò il battitore lasciato sulle basi da Ruth, cogliendolo mentre stava cercando di rubare la seconda base, e poi metodicamente ritirò i 26 avversari che lo affrontarono, senza concedere una valida o una base. Per entrare nella storia dei perfect games, però, a Shore mancava la prima caratteristica essenziale richiesta: aver lanciato una partita completa, che per definizione può essere attribuita solo al lanciatore partente, in quel giorno Babe Ruth.
Per Shore rimase solo la consolazione di una partita "di rilievo" perfetta, ma anche la consapevolezza di essere diventato il primo giocatore di una lunga lista di "near misses", "mancato di poco", ovvero quei lanciatori a cui una piccola imperfezione non ha consentito l'ingresso nella leggenda del baseball.

### Lista delle partite perfette di NPB
La Nippon Professional Baseball, la lega professionistica di baseball giapponese, è la seconda per importanza alla MLB. Questa è la lista dei perfect games riconosciuti in quella lega.
| Giocatore                    | Data              | Partita                                           |
| ---------------------------- | ----------------- | ------------------------------------------------- |
| Hideo Fujimoto               | 28 giugno 1950    | Yomiuri Giants-Nishi-Nippon Pirates 4-0           |
| Fumio Takechi                | 19 giugno 1955    | Kintetsu Pearls-Daiei Stars 1-0                   |
| Yoshitomo Miyaji             | 19 settembre 1956 | Kokutetsu Swallows-Hiroshima Carp 6-0             |
| Masaichi Kaneda              | 21 agosto 1957    | Kokutetsu Swallows-Chunichi Dragons 1-0           |
| Sadao Nishimura              | 19 luglio 1958    | Nishitetsu Lions-Toei Flyers 1-0                  |
| Gentaro Shimada              | 11 agosto 1960    | Taiyō Whales-Osaka Tigers 1-0                     |
| Yoshimi Moritaki             | 20 giugno 1961    | Kokutetsu Swallows-Chunichi Dragons 1-0           |
| Yoshiro Sasaki               | 1º maggio 1966    | Taiyō Whales-Hiroshima Carp 1-0                   |
| Tsutomu Tanaka               | 12 maggio 1966    | Nishitetsu Lions-Nankai Hawks 2-0                 |
| Yoshiro Sotokoba             | 14 settembre 1968 | Hiroshima Toyo Carp-Taiyō Whales 2-0              |
| Koichiro Sasaki              | 6 ottobre 1970    | Kintetsu Buffaloes-Nankai Hawks 3-0               |
| Yoshimasa Takahashi          | 21 agosto 1971    | Toei Flyers-Nishitetsu Lions 4-0                  |
| Soroku Yagisawa              | 10 ottobre 1973   | Lotte Orions-Taiheiyo Club Lions 1-0              |
| Yutaro Imai                  | 31 agosto 1978    | Hankyu Braves-Lotte Orions 5-0                    |
| Hiromi Makihara              | 18 maggio 1994    | Yomiuri Giants-Hiroshima Toyo Carp 6-0            |
| Daisuke Yamai e Hitoki Iwase | 1º novembre 2007  | Chunichi Dragons-Hokkaido Nippon-Ham Fighters 1-0 |
| Roki Sasaki                  | 10 aprile 2022    | Chiba Lotte Marines-Orix Buffaloes 6-0            |

## "Near misses", le partite quasi perfette
Molti lanciatori sono arrivati vicini al grande traguardo, sfiorandolo solamente ma mancandolo, per colpa propria o di altri, a volte per colpa di nessuno. Sono qua registrati i giocatori che hanno lanciato delle partite "quasi perfette", ma che per un motivo o per un altro non possono essere registrate come partite perfette.

### Imperfetti per colpa delle regole
Quattro lanciatori nella storia del baseball hanno perso una partita perfetta non per proprie colpe, o per colpa di qualche errore dei propri compagni della difesa, ma solo per il regolamento.
- Rube Vickers nel 1907, Dean Chance nel 1967, e David Palmer nel 1984 furono fermati da interruzioni della partita, a causa di oscurità o pioggia, dopo 5 inning perfetti.
- L'11 agosto 1907, invece, il lanciatore dei St. Louis Cardinals Ed Karger fu fermato dopo 7 inning perfetti per una postilla del regolamento dell'epoca, che stabiliva che le due squadre in campo nel secondo incontro di un "doubleheader", ovvero due partite nello stesso giorno, potessero stabilire di comune accordo di non giocare gli ultimi due inning della partita. la decisione, presa prima dell'inizio del match, costò probabilmente a Karger il suo posto nella storia.

Altri cinque lanciatori hanno eliminato almeno 27 battitori, ma a causa del regolamento non hanno il posto tra i lanciatori perfetti:
- Harvey Haddix lanciò quella che viene ricordata come la più grande prestazione di sempre da parte di un lanciatore, o perlomeno la più grande prestazione di un lanciatore perdente. Il 26 maggio 1959 Haddix rimase perfetto per ben 12 inning contro i Milwaukee Brewers, ma non ottenne alcun aiuto dai propri compagni in attacco, così nel 13° inning prima un errore difensivo, poi una base ball e infine un fuoricampo trasformarono il suo perfect game in una sconfitta.
- Il 3 giugno 1995, Pedro Martínez se non altro salvò la vittoria, ma dopo aver chiuso i 9 inning regolamentari in maniera perfetta, concesse una valida al primo avversario del 10° inning. Sostituito dal proprio manager con la sua squadra avanti 1 a 0, vide dalla panchina il suo cambio salvare la partita e garantirgli la vittoria, ma non il perfect game.
- Anche Waite Hoyt e Rick Wise lanciarono più di 9 inning perfetti, ma non dal primo lancio: Hoyt concesse tre valide nel secondo inning, prima di eliminare 34 battitori consecutivi (e perdere al 13° inning), Wise si arrese a un fuoricampo nel secondo inning, poi eliminò 32 avversari di fila, prima di concedere un'altra valida nel 12° inning. Almeno lui, la partita la vinse.
- Il 10 maggio 2013, il giovane lanciatore dei St. Louis Cardinals Shelby Miller ha concesso una valida al primo battitore dei Colorado Rockies affrontato, Eric Young Jr., per poi ritirare in ordine i successivi 27 battitori. Grazie anche a 13 strikeout, ha ottenuto una meritata vittoria.

### Imperfetti all'ultimo lancio
Perdere la perfezione all'ultimo lancio, quando basta uno strike per iscrivere il proprio nome nell'albo dei record: questa sorte è toccata a cinque lanciatori:
- Il 4 luglio 1908 Hooks Wilts colpì il battitore avversario, contro cui era arrivato a un conto di due strike, dopo che l'arbitro di casa base aveva chiamato ball quello che sembrava essere il lancio della vittoria.
- Il 2 settembre 1972, Milt Pappas dei Chicago Cubs perse il proprio perfect game quando l'arbitro di casa base decretò fuori zona (ball) il lancio decisivo sul battitore dei San Diego Padres Larry Stahl. Se non altro, Pappas vinse la partita con un no-hitter.
- A uno strike dal trionfo, il 2 maggio 1988 Ron Robinson dei Cincinnati Reds vide la sua partita perfetta rovinata da una valida del 27° avversario che stava fronteggiando, a cui seguì addirittura un fuoricampo che gli fece perdere anche lo shutout.
- Mike Mussina, già in precedenza vicinissimo al perfect game in due circostanze, il 2 settembre 2001 lo perse a uno strike dal completamento, per una valida di Carl Everett.
- Il 20 giugno 2015 Max Scherzer dei Washington Nationals si è trovato a uno strike dal perfect game, ma lo ha perso per aver colpito al gomito Jose Tabata, il ventisettesimo battitore dei Pittsburgh Pirates affrontato. Scherzer ha almeno salvato il no-hitter, eliminando il successivo battitore. Considerato che il no-hitter seguiva un'altra straordinaria prestazione, Max Scherzer è diventato il quinto lanciatore nella storia della MLB a concedere una valida o meno in partite complete consecutive, il primo dal 1944.

Anche se non all'ultimo lancio, altri giocatori sono arrivati fino al 27° battitore prima di perdere il perfect game:
- Avanti 13 a 0 nel punteggio, il 5 agosto 1932 Tommy Bridges concesse una valida al suo ultimo avversario.
- Billy Pierce dei Chicago White Sox si arrese a un doppio del 27° battitore avversario, prima di eliminare il successivo e vincere la sua terza partita consecutiva per shutout, il 27 giugno 1958.
- Milt Wilcox fallì il suo incontro con la perfezione il 15 aprile 1983, Dave Stieb il 4 agosto 1989, Brian Holman il 20 aprile 1990. Ron Robinson dei Cincinnati Reds fece di peggio, concedendo una valida al battitore 27, e poi un fuoricampo a quello successivo, tanto che fu tolto dal campo.
- Dopo aver dominato gli Houston Astros mettendo anche a segno 14 strikeouts, il lanciatore giapponese Yū Darvish ha mancato la partita perfetta concedendo un singolo al suo ultimo avversario il 2 aprile 2013. Subito dopo la valida concessa, Darvish è stato sostituito, così che non ha potuto nemmeno ottenere uno shutout.

### Imperfetti per errore
Forse il modo peggiore di perdere la perfezione è per colpa di un errore difensivo. Questa sorte è toccata a vari lanciatori:
- Il 1º luglio 1920, Walter Johnson perse il perfect game a causa di un errore del seconda base Bucky Harris, che se non altro con una propria battuta fece segnare il punto della vittoria per la propria squadra, salvando il no-hitter di Johnson.
- Il 3 settembre 1947 Bill McCahan perse quello che sarebbe stato il primo perfect game dopo 25 anni a causa di un facile passaggio sbagliato del proprio compagno di squadra, Ferris Fain. Per McCahan fu il terzo no-hitter di una stagione straordinaria, ma non l'ingresso nella lista della perfezione.
- Il 27 giugno 1980, Jerry Reuss fu tradito da un lancio sbagliato della propria interbase, il 15 agosto di 10 anni dopo, Terry Mulholland lanciò il primo no-hitter della storia del Veterans Stadium di Filadelfia, con un errore della sua terza base a fare la differenza tra storia e leggenda.
- Il 10 luglio 2009 per Jonathan Sanchez la differenza tra un perfect game e un no-hitter, che il lanciatore è comunque riuscito a conquistare, è stato un cattivo rimbalzo di una palla battuta verso il suo terza base Juan Uribe, che non è riuscito a compiere l'eliminazione.
- Il 18 giugno 2014, la differenza tra un no hitter e un perfect game per Clayton Kershaw contro i Colorado Rockies è stato un lancio in prima base sbagliato da Hanley Ramirez nel settimo inning. Kershaw ha comunque ottenuto il no-hitter, con ben 15 strikeouts.
- Dick Bosman, invece, non ha compagni contro cui puntare il dito: l'errore che trasformò il suo perfect game in un no-hitter, il 19 luglio 1974, fu causato da un suo passaggio sbagliato in prima base.
- Bob Friend nel 1955 e Dave Carman nel 1987 condividono invece il destino di aver perso la partita perfetta, e nel loro caso anche un no-hitter, per colpa di un infield hit, una battuta all'interno del diamante di gioco effettuata da due avversari particolarmente veloci, in grado di arrivare in prima base prima che il gioco difensivo riuscisse ad eliminarli. In entrambe le occasioni, la differenza tra la valida e l'eliminazione fu di poco meno di un passo.
- Il 5 maggio 2021, John Means ha realizzato un no-hitter, non ottenendo il perfect game per colpa di un terzo strike non trattenuto dal suo ricevitore. Per regola, il battitore, eliminato per strikeout, ha potuto comunque raggiungere la prima base. Pochi lanci dopo, è stato però eliminato mentre tentava di rubare la seconda base, per cui Means ha comunque affrontato il numero minimo di battitori avversari, 27. Si è trattato del primo no-hitter ma non perfect game in cui un giocatore della squadra avversaria ha raggiunto la base non per base ball, hit by pitch o errore.

### Imperfetti per colpa dell'arbitro
Eliminati gli errori difensivi, le battute di avversari veloci e regole complicate, c'è ancora un modo per perdere un perfect game: un errore arbitrale.
- Il 23 giugno 1994, nel sesto inning della partita tra Oakland e Kansas City Royals, l'arbitro di prima base dichiarò salvo il giocatore di Kansas City, Greg Gagne, privando il lanciatore di Oakland Bobby Witt della possibilità di realizzare un perfect game. I replay mostrarono chiaramente che Gagne era arrivato in base dopo la palla.
- Il 2 giugno 2010, quattro soli giorni dopo il perfect game di Roy Halladay, il lanciatore dei Detroit Tigers Armando Galarraga arrivò con una partita perfetta fino all'ultimo battitore avversario ed eliminò anche questo, come dimostrarono successivamente decine di replay. Purtroppo per lui, l'arbitro di prima base Jim Joyce fu di avviso diverso, chiamando salvo il battitore e privando Galarraga non solo del perfect game, ma anche del no-hitter.

### Perfetti, ma non nel modo giusto
Almeno due lanciatori nella storia del baseball meritano di essere ricordati per prestazioni straordinarie, imprese forse anche più difficili della realizzazione di un perfect game, ma non catalogabili, appunto come partite perfette.
- In due partite consecutive da lanciatore partente, il 23 e il 29 agosto 1972, il giovane lanciatore dei San Francisco Giants Jim Barr, eliminò 41 avversari consecutivi, senza concedere una valida, una base ball, e senza commettere errori. In pratica, fece una partita e mezza perfetta, iniziando dal quarto inning della prima e terminando alla fine del settimo inning della seconda. Purtroppo per lui, la perfezione viene riconosciuta per nove inning nella stessa partita.
- Nel 1988, anno in cui vinse il Cy Young Award e le World Series, con relativo titolo di miglior giocatore, il lanciatore dei Los Angeles Dodgers Orel Hershiser tenne a zero gli attacchi avversari per 59 inning consecutivi, senza mai riuscire ad avvicinarsi al perfect game.

## Al cinema
Il baseball è uno degli sport preferiti di Hollywood, con decine di film sulla storia di partite e giocatori memorabili, tuttavia non ci sono molte pellicole che parlano di una partita perfetta.
- Kevin Costner, appassionatissimo del gioco, è stato il protagonista di Gioco d'amore (1999), in cui impersona un lanciatore dei Detroit Tigers alla sua ultima partita in carriera, allo Yankee Stadium. La partita perfetta di Costner termina con 10 strikeout, ed è commentata da Vin Scully, leggendario annunciatore che ricorda la partita perfetta di Don Larsen da lui commentata nel 1956.
- Nel film Lo scout (1994), invece, un debuttante dei New York Yankees gioca la sua prima partita da professionista alle World Series, e ottiene un perfect game eliminando tutti gli avversari per strikeout, realizzando con 81 lanci la "super partita perfetta".
- Il film The perfect game, uscito nel 2010, tratto da una storia vera, parla dei giovani giocatori di Little League della città di Monterrey, Messico, che nel 1957, dopo aver vinto il campionato nazionale, riuscirono approdare alle (ancora oggi) tanto desiderate Little League World Series (o LLWS), che si svolgono a Williamsport, in Pennsylvania.

La squadra, allenata da un ex coach dei St. Louis Cardinals e da un prete, cercò di arrivare a Williamsport; a causa del razzismo i giocatori non potevano viaggiare né con il treno, né con il bus, ma fortunatamente riuscirono a giungere a destinazione. La squadra di Monterrey sconvolse tutti gli USA e il Messico vincendo 13 partite di fila alle World Series, e il giovane Angel Macias lanciò il primo Perfect game della storia delle LLWS proprio nella finalissima e così Monterrey divenne la prima squadra extra-statunitense a vincere le LLWS. 50 anni dopo, nel 2008, il lanciatore del Mexico Jesus Sauceda lanciò il secondo Perfect game della storia delle LLWS eliminando al piatto ogni giocatore avversario. L'impresa fu fatta contro la prima squadra italiana ad aver giocato nelle LLWS.